# Anticorpi anti-LKM

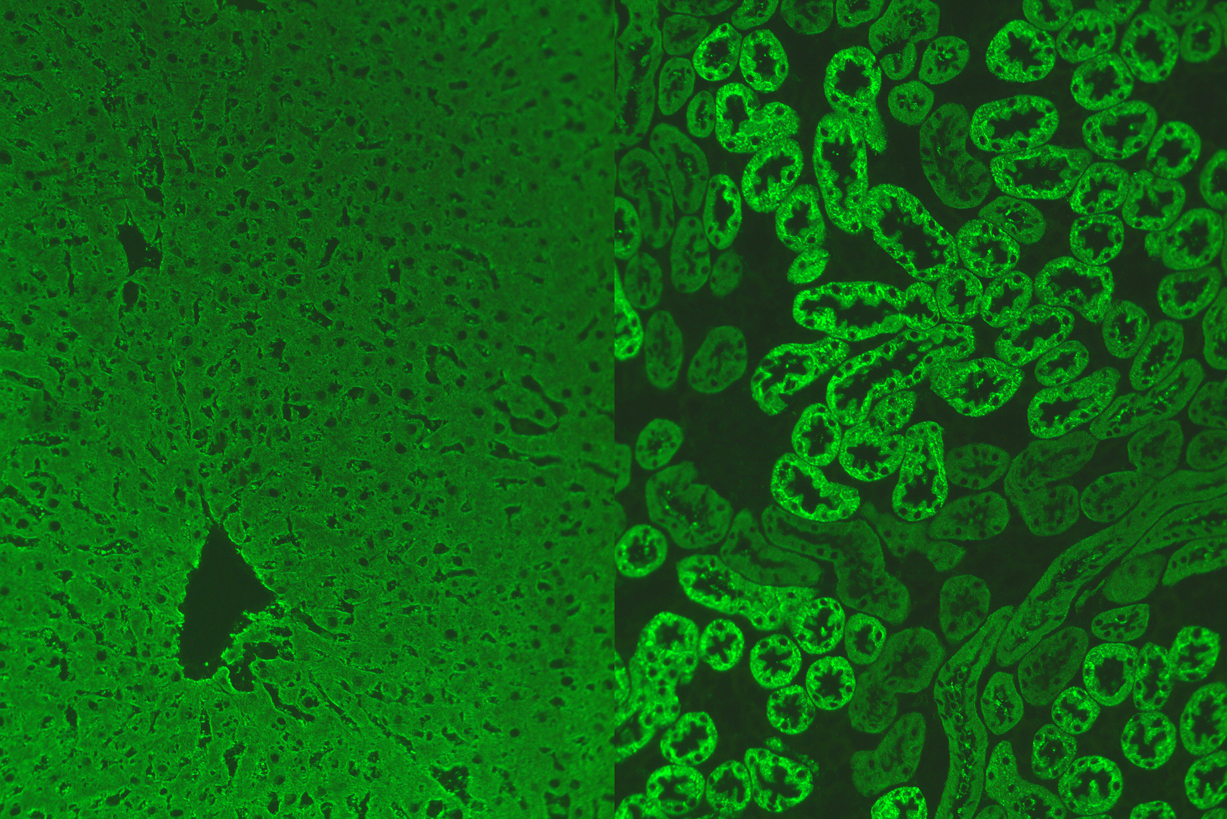
Immunofluorescenza (positiva) per ricerca di anticorpi anti LKM effettuata su cellule epatiche (sinistre) e cellule renali (destra).

Gli anticorpi anti microsomi epato-renali o più semplicemente anticorpi anti LKM (Liver-Kidney Microsomial) sono autoanticorpi associati alle malattie croniche del fegato tra cui l'epatite autoimmune e l'epatite C.
Vengono ad essere distinti tre tipi di anticorpi anti microsomi epato-renali sulla base della specifica reattività nei confronti di antigeni presenti nei microsomi epatici e renali:
|            | Antigene bersaglio      | Condizioni patologiche associate       |
| ---------- | ----------------------- | -------------------------------------- |
| Anti LKM 1 | Citocromo P450 11D6     | Epatite autoimmune di tipo 2 Epatite C |
| Anti LKM 2 | Citocromo P450 11C77    | Epatite indotta da acido tienilico     |
| Anti LKM 3 | Glucuronosiltransferasi | Epatite cronica D                      |